# NGC 5312
NGC 5312 (другие обозначения — MCG 6-30-92, ZWG 190.61, NPM1G +33.0291, PGC 49075) — галактика в созвездии Гончие Псы.
Этот объект входит в число перечисленных в оригинальной редакции «Нового общего каталога».